# Tsathoggua

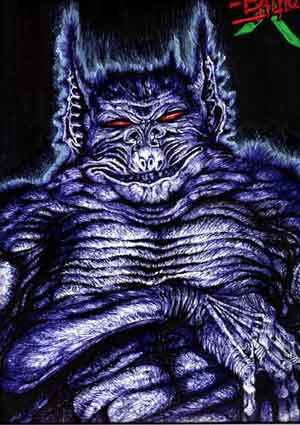
Tsathoggua.

Tsathoggua (el Durmiente de N'kai) es una entidad sobrenatural que comparte universo dentro de los Mitos de Cthulhu. Es una creación de Clark Ashton Smith y forma parte de su ciclo de Hiperbórea.
Tsathoggua (o Zhothaqquah) se describe como un primigenio, una entidad casi divina del panteón de los Mitos. Fue inventada por Smith en el relato corto "La historia de Satampra Zeiros", escrita en 1929 y publicada en Weird Tales.

## Descripción
La primera descripción de Tsathoggua se da en La historia de Satampra Zeiros, en la cual el protagonista encuentra uno de los ídolos de la entidad:
«Tenía un aspecto rechoncho, de panza abultada y redonda, y su cara se parecía más a la de un sapo monstruoso que a la de una deidad. Todo su cuerpo estaba cubierto por una imitación de pelaje corto, dando la sensación de una mezcla de murciélago y de marmota. Sus somnolientos párpados caían semicerrados sobre sus ojos globulares, mientras de sus gruesos labios salía la punta de una extraña lengua. En honor a la verdad, no se trataba de un dios acogedor, y por ello no me sorprendía que se hubiese extinguido su culto, atractivo sólo para hombres primitivos y de instintos brutales.»

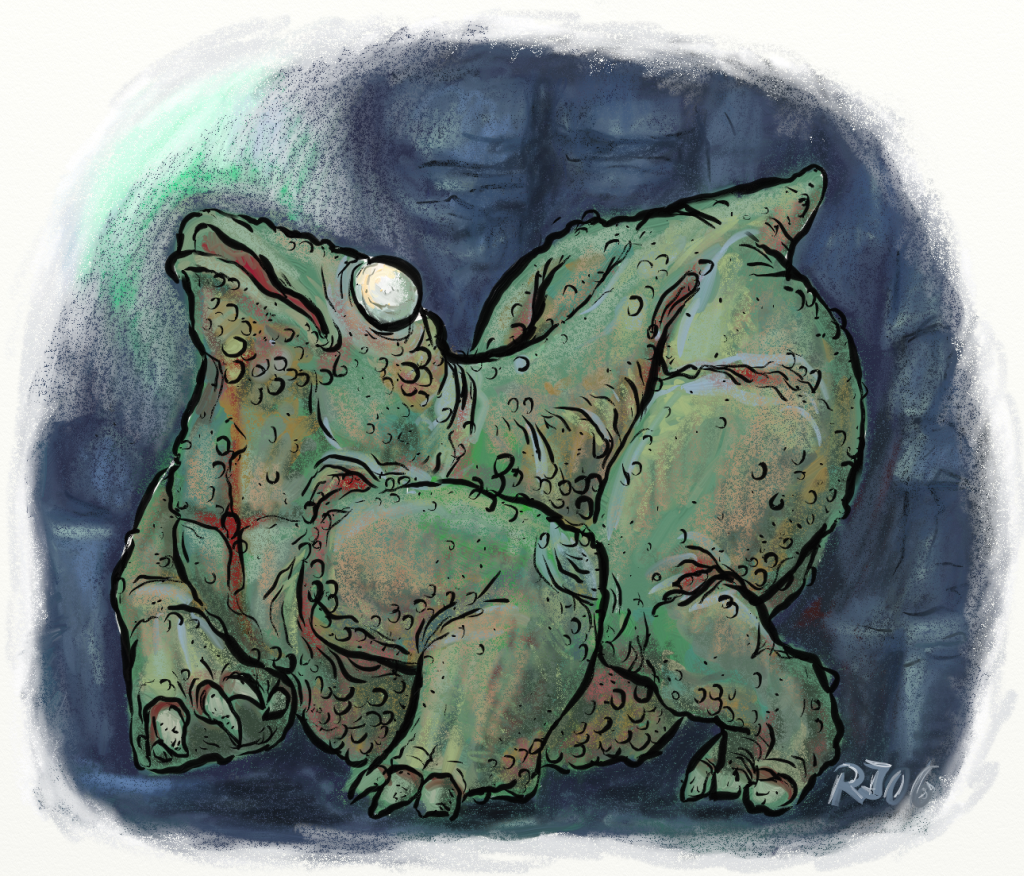
Tsathoggua según La historia de Satampra Zeiros.

Más tarde en Las siete pruebas (1933), Tsathoggua es descrito de nuevo:

«Debes llegar hasta esa cueva secreta en las entrañas de Voormithadreth, más allá de las guaridas, donde habita desde los tiempos de los eones el dios Tsathoggua. Reconocerás a Tsathoggua por su gran faja y su capa de murciélago, así como por el aspecto de sapo negro adormilado que siempre le ha caracterizado. No se levantará de su sitio, ni siquiera aunque rabie de hambre, sino que esperará con holgazanería que le llegue el sacrificio.» 

## Sirvientes

### Semilla Informe
«La pila estaba llena de una sustancia viscosa y semilíquida, muy opaca y de un color tiznoso... emergía gradualmente una cabeza amorfa e indescriptible abriendo camino a un cuello indefinido, mientras su rostro nos miraba fijamente con un marcado acento de perversidad en el semblante. Acto seguido, surgieron pulgada a pulgada dos brazos —si es que se les podía llamar así—. hasta que nos dimos cuenta de que no se trataba de una criatura sumergida en el líquido, como pensábamos, sino que el propio líquido había dado forma a la horrible cabeza y cuello, así como a los brazos que se estiraban hacia nosotros con tentáculos en vez de garras o manos...» La historia de Satampra Zeiros.
La voluntad de Tsathoggua es ejecutada por su semilla informe, unas entidades polimórficas hechas de líquido negro. Son extremadamente resistentes y difíciles de eliminar. Las semillas informes pueden tomar cualquier forma y atacar a sus objetivos de cualquier forma concebible. Son sorprendentemente flexibles y plásticas, y pueden fluir rápidamente al interior de una habitación a través de la más pequeña abertura. Suelen atacar arrollando a sus víctimas, mordiéndolas o aplastándolas con su presa. Las semillas informes a menudo descansan en pilas en los templos de Tsathoggua y guardan el santuario de los infieles.

## Árbol de Familia
Smith literalmente rechaza las creaciones de Lovecraft, las cuales modela como la mitología griega más que como el grupo cósmico de la ficción Lovecraftiana. Robert M. Price reconoce que los dioses de Smith moran bajo el monte Voormithadreth, remarcando que los dioses "Hiperbóreos" de Smith deberían estar bajo una montaña en vez de sobre una, a diferencia de los dioses "Olímpicos". Tsathoggua se vincula en algunos relatos con otros dioses, como pueda ser la criatura saturniana Hziulquoigmnzhah, "tío" de Tsathoggua. Will Murray adscribe esta grotesca parentela a los Mitos de Cthulhu.
Según Pnom, Tsathoggua es vástago de Ghisguth y Zystulzhemgni. Es el compañero/esposo de Shathak y padre de Zvilpogghua.

### Cxaxukluth
Cxaxukluth (o Ksaksa-Kluth) es un primigenio e "hijo" de Azathoth, por fisión espontánea. Su progenie es Hziulquoigmnzhah y Ghisguth. Es el abuelo de Tsathoggua.
Cxaxukluth habita en Yuggoth. Su familia cercana vivió con él por un corto periodo, abandonándolo debido a sus inclinaciones caníbales.

### Ghisguth
Ghisguth (o Ghizghuth o Ghisghuth) es hijo de Cxaxukluth y hermano de Hziulquoigmnzhah. Es la pareja de Zstylzhemghi y padre de Tsathoggua.

### Hziulquoigmnzhah
Hziulquoigmnzhah (también Ziulquaz-Manzah) es el hijo de Cxaxukluth. También es hermano de Ghisguth y tío de Tsathoggua.
Su apariencia es similar a la de su sobrino, pero posee un cuello elongado, brazos muy largos, y múltiples piernas cortas. Posee muchas moradas incluida la estrella de Xoth (posiblemente Sirius B), Yaksh (Neptuno), y Cykranosh (Saturno), donde reside actualmente.

### Knygathin Zhaum
Knygathin Zhaum es hijo de Sfaticlip y un Voormi.
Repobló Hiperbórea una vez los humanos dejaron desiertas las ciudades de Uzuldaroum y Commoriom. Athammaus intentó ejecutarlo, pero fracasó debido  a su herencia preternatural. Como descendiente de Cxaxukluth, Knygathin Zhaum creó una línea de descendencia entre los Voomis hiperbóreos.

### Sfatlicllp
Sfatlicllp es hija de Zvilpogghua. Es la esposa de un Voormi y su descendecia es Knygathin Zhaum.
Se presupones que Sfatlicllp nació en Kythanily puede haber procreado la semilla informe una vez en la Tierra. Es probable que habite en N'kai con Tsathoggua.

### Shathak
Shathak es la esposa de Tsathoggua y madre de Zvilpogghua.

### Ycnágnnisssz
Ycnágnnisssz es una criatura de la estrella oscura de Xoth que engendró Zstylzhemghi por fisión.

### Zstylzhemghi
Zstylzhemghi (Matriarca del enjambre) es progenie de Ycnagnnisssz, la esposa de Ghisguth, y la madre de Tsathoggua.

### Zvilpogghua
Zvilpogghua (el Devorador de las Estrellas) es hijo de Tsathoggua y Shathak, y padre de Sfatlicllp. Zvilpogghua fue concebido en el planeta Yaksh (Neptuno).
Zvilpogghua es conocido por los indios americanos como Ossadagowah. Usualmente asume la forma de un sapo sin patas delanteras, alado y bípedo, con un cuello gomoso y la cara cubierta completamente por tentáculos. Actualmente mora en Yrautrom, un planeta que orbita la estrella Algol.
- Datos: Q763980